# Puccinellia asiatica
Puccinellia asiatica là một loài thực vật có hoa trong họ Hòa thảo. Loài này được Czerep. miêu tả khoa học đầu tiên.